# Cornelius Coot
Cornelius Coot è un personaggio immaginario dei fumetti Disney creato da Carl Barks. È il fondatore di Paperopoli, città in cui si svolgono tutti gli eventi della famiglia dei paperi e nella quale è stata eretta una gigantesca statua a lui dedicata, oltre a numerosi altri monumenti di dimensioni ridotte. Cornelius ebbe un figlio, Clinton, padre di Nonna Papera, il che lo rende il trisavolo di Paperino. Appare per la prima volta come statua in Walt Disney's Comics and Stories n. 138 nella storia del 1952 Paperino e il maragià del Verdestan di Carl Barks.
Soprattutto negli ultimi decenni la sua statua è diventata parte essenziale del panorama di Paperopoli nelle storie, e se ne è approfondita la figura storica grazie alle storie di Don Rosa, epigono di Barks, in particolare Sua maestà de' Paperoni; da giovane veniva soprannominato scherzosamente Pannocchia (da Qui, Quo, Qua e le radici di Paperopoli). Sia nelle vecchie traduzioni italiane di storie straniere che in storie di produzione italiana il personaggio ha avuto in passato anche altri nomi, quali Cornelio Ermogene, Cornelius Babn, Cornelio Virgola, Cornelio Van Coot, Cornelio Coot, Cornelio Papero, Cornelius Paper e Cornelius Ermogene Coot. Nella storia italiana Cornelius - L'esilio di Van Coot (pubblicata su Topolino n. 3483 del 24 agosto 2022) al personaggio è assegnato il nome completo Cornelius Ermogene Van Coot, formato dall'unione di vari nomi a lui assegnati nel corso degli anni.

## Biografia
Secondo la storia Sua maestà de' Paperoni (1989) di Don Rosa, nel 1818 Cornelius Coot arrivò per vendere pellicce a Fort Drakeborough, ultimo avamposto britannico in Calisota. Durante il suo soggiorno il Forte venne attaccato dalle truppe spagnole dalla vicina California; la piccola guarnigione britannica non poteva resistere all'attacco e decise di ritirarsi; per salvare la faccia, il comandante fece un accordo con il giovane Cornelius: il Forte sarebbe diventato suo, e, se gli spagnoli fossero riusciti a conquistarlo, lui e le sue truppe non avrebbero avuto nulla a che fare con il fallimento se non l'essersi fidati dell'aiuto di un folle americano. Dopo la fuga degli inglesi, Cornelius riuscì a spaventare gli spagnoli facendo credere loro che i rinforzi britannici si stavano avvicinando, simulando degli spari con lo scoppiettio dei chicchi di granturco (sconosciuto agli spagnoli) che diventavano pop-corn; non a caso, la sua statua lo ritrae mentre fiero offre alla sua città un mazzo di pannocchie. 
Il Forte abbandonato, ormai di Cornelius, fu ribattezzato Forte Paperopoli (Fort Duckburg) ed egli lo trasformò in un campo di negoziazione per i cacciatori. Ben presto, alcuni di loro cominciarono a stabilirsi e a mettere su famiglia. Cornelius costruì la sua fattoria e iniziò ad agire come leader del nuovo insediamento. Successivamente, il Calisota fu annesso al nuovo stato indipendente del Messico nel 1821, ma Paperopoli era una città-stato, con le sue leggi e, grazie a Cornelius, la sua forza di difesa, la Milizia delle Marmotte, destinata a proteggere l'insediamento anche dai nativi americani; proprio il vecchio Forte fu la base della milizia. Cornelius ebbe l'idea di costruire dei tunnel sotto il Forte, in modo che si potesse entrare e uscire da esso anche durante un assedio, e in questo modo ne trovò uno già esistente edificato da Fenton Penworthy (governatore del forte) e dai suoi uomini nel 1579, su ordine di Francis Drake; Cornelius esplorò il tunnel e trovò i resti di Fenton, a cui diede una degna sepoltura, ma anche il libro scritto da questi, contenente il sunto di ciò che rimaneva della Biblioteca di Alessandria (da Zio Paperone e i guardiani della biblioteca perduta, 1993), e che sarebbe diventato il prototipo del Manuale delle Giovani Marmotte. A quanto pare Cornelius si auto-nominò il "guardiano" successivo della biblioteca dopo Fenton.
Cornelius riuscì a trasportare l'acqua di montagna nel villaggio tramite condutture, ma anche a migliorare le relazioni dei suoi coloni con i nativi americani nel corso del tempo, e sposò una donna indiana. Il loro unico figlio conosciuto, Clinton Coot, nacque nel 1830, e per tutto il resto della sua vita Cornelius continuò ad agire come leader non ufficiale di Paperopoli. Anche quando il Calisota e la vicina California furono annesse agli Stati Uniti nel 1848, nulla cambiò veramente a Paperopoli. Quando Cornelius morì nel 1880, all'età di 90 anni, era un rispettabile capofamiglia, ma nel corso del tempo era stato onorato dai cittadini di Paperopoli come "padre fondatore" della città. La Statua di Cornelius Coot è uno dei più importanti monumenti di Paperopoli, è stata donata alla cittadinanza dal magnate Paperon de' Paperoni e si trova nella Piazza del municipio. Sparse per la città vi sono numerose riproduzioni di tale statua, ma di dimensioni molto ridotte; una delle più conosciute è quella situata all'interno del parco cittadino.
Secondo la storia Cornelius - L'esilio di Van Coot (2022), Cornelius Ermogene Van Coot nacque nel 1788 a New York. Cornelius era figlio di Jeroeen Van Coot, uno dei più facoltosi mercanti delle Repubblica delle Sette Province Unite, e di sua moglie Els. Il padre e la madre arrivarono a New York nel 1786, dopo essere scampati all'arresto da parte della Royal Navy. I Van Coot con i pochi soldi rimasti riuscirono ad aprire un emporio di sementi e granaglie; è qui che nacque nel 1788 Cornelius e qui visse fino all'età di 16 anni. Nel 1804 lo zio di Cornelius, Marteen Van Coot, venne arrestato per truffa nei confronti dei suoi partner commerciali e di suo fratello Jeroeen, il quale poteva ora fare ritorno in madrepatria, oramai divenuta la Repubblica Batava. Jeroeen ed Els si imbarcarono dunque per l'Olanda ma Cornelius decise di restare in America e di partire verso la frontiera assieme agli amici Perceval de Roquerduc e Aloysius "Marmotta" Luff. Nei quattordici anni successivi Cornelius visse come pioniere e trapper o cacciatore errante. Viaggiò dalla costa orientale a quella occidentale vivendo grazie alla vendita delle pellicce degli animali che aveva ucciso.